# Charles Victor Famin
Pour les articles homonymes, voir Famin.
Charles Victor Famin est un architecte français né à Paris le 18 février 1809 et mort à Chartres le 18 janvier 1910.

## Biographie

### Famille
Charles Famin est le fils de Sainte-Marie Famin, également architecte et le petit-fils de César Famin qui fut, en 1789, le dernier premier échevin de la ville de Paris. Sa mère est Sophie de Juine, ce qui fait de lui l'arrière-petit-fils du peintre Jean-Marc Nattier et un cousin d'Hector Berlioz.

### Enfance
À l'âge de 3 ans, l'empereur Napoléon Ier le prend dans ses bras : "Rambouillet est devenu propriété nationale et Napoléon Ier le fait restaurer. Il en a confié la restauration à un jeune architecte de grand talent, premier prix de Rome en 1801, à M. Sainte-Marie Famin, le fils de César Famin, qui fut le dernier échevin de la ville de Paris. L'empereur est venu visiter les travaux de restauration et, à côté de son architecte, il marche soucieux, un pli au front. Sur le sable de l'allée, dans l'orangerie du château, des enfants jouent et font des pâtés. Le Grand Empereur s'arrête, les contemple et un des enfants, un petit garçon de trois ans à l'œil vif et malin, à la mine intelligente et éveillée regarde avec curiosité le vainqueur du monde et lui sourit. Napoléon Ier le prend dans ses bras, l'embrasse et complimente le père."

### Études
Après des études au collège Rollin, il entre à l'École des beaux-arts de Paris en 1830. Il y devient l'élève d'Antoine Vaudoyer, de Henri Labrouste et de Jean-Nicolas Huyot.
En 1835, il est lauréat du premier prix de Rome sur le thème une école de médecine. Il séjourne à l'Académie de France à Rome, à la villa Médicis de 1836 à 1840, dirigée par Jean-Auguste-Dominique Ingres et où il rencontre le compositeur Charles Gounod, le sculpteur Jean-Marie Bonnassieux et le peintre Hippolyte Flandrin.
À sa sortie de la villa Médicis, il complète ses études par des voyages, notamment en Égypte, en 1841, où il se fait apprécier par Méhémet Ali qui lui donne tous les moyens pour remonter le Nil.

### Vie professionnelle
Désigné architecte du gouvernement, on lui confie la restauration d'un château dans le Berry, puis la reconstruction du collège Rollin. Ensuite, il est actif principalement à Chartres où il s'installe en 1861 et participe à la restauration de la cathédrale et œuvre à son dégagement, à la vie municipale en tant qu'élu, à partir de 1867, et à l'organisation du musée de la ville. Il est membre du conseil des bâtiments de la ville de Chartres de 1862 à 1879.
En 1906, un critique parisien attaque dans un journal le dégagement des cathédrales gothiques et particulièrement celui de la cathédrale de Chartres ; le 1er février 1906, sortant de sa retraite, il soutient dans une longue conférence, qu'il donne à Chartres, salle Sainte-Foy, le principe de ce dégagement. Il a alors 96 ans.
En mai 1906, il est élu membre correspondant par l'Académie des beaux-arts.
Il est le deuxième président de la Société archéologique d'Eure-et-Loir de 1863 à 1870, dont il fut le président honoraire.

### Mariage et descendance
Charles Famin épouse Henriette Alexis Mollot, petite-fille d'un ancien membre de la Convention nationale, le baron Zangiacomi, président de la chambre des requêtes de la Cour de cassation et pair de France.
De cette union sont issus six enfants :
- Geneviève, qui épouse Edmond Louchet, officier d'artillerie à cheval ;
- Étienne, capitaine de la marine marchande ;
- Pierre, général de division dans l'armée coloniale ;
- André, officier dans l'infanterie de marine puis inspecteur d'assurance ;
- Marie Noémie, qui épouse Paul Martin Saint-Léon ;
- Jean Sainte Marie, officier dans l'infanterie de marine.

### Décès
Charles-Victor Famin meurt en son hôtel à Chartres le 18 janvier 1910 à l'âge de 100 ans.
Ses obsèques sont célébrées à la cathédrale Notre-Dame de Chartres le 21 janvier 1910. Il est inhumé au cimetière Saint-Chéron de Chartres.

## Hommages
- Pour ses cent ans, les habitants de Chartres lui rendent hommage : "Quelle belle journée, ce 18 février 1909, où l'on vit une ville entière, oubliant tout ce qui peut diviser, communier dans la glorification d'un homme qui, à la majesté de cent années écoulées, ajoutait la couronne d'une belle famille, la grâce du talent et le rayonnement d'une conscience sereine[9]." Une médaille en or gravée par l'artiste parisien Marrey portant les armes de la cité et, au revers, cette inscription : "A Charles Famin, de la part de ses concitoyens" lui est offerte[10].
- De son vivant, la municipalité de Chartres décide de donner son nom à la rue où il a son domicile, alors appelée rue de l'Ortie. Il meurt donc au numéro 8 de la rue Famin[11]. Cet hôtel particulier devint par la suite la Trésorerie générale d'Eure-et-Loir.